# Soergelia
Soergelia és un gènere extint de mamífer caprí que va viure durant el Plistocè a l'Amèrica de Nord, Europa i Àsia, fa entre 0,781 i 0,3 milions d'anys aproximadament.
El gènere inclou les següents espècies:
- † Soergelia brigittae Kostopolous, 1997[4]
- † Soergelia minor Moyà-Solà, 1987[3]
- † Soergelia intermèdia Crégut-Bonnoure & Dimitrijević, 2006[5]
- † Soergelia elisabethae Schaub, 1951
- † Soergelia mayfieldi (Troxell, 1915)[6]